# Klaus-Wolfgang Klein
Klaus-Wolfgang Klein (* 23. November 1933 in Königsberg (Preußen); † 12. Juni 1993 in Bad Pyrmont) war Generalmajor des Ministeriums für Staatssicherheit (MfS) und Leiter des Zentralen Medizinischen Dienstes (ZMD) der Staatssicherheit. Zudem war er Lehrstuhlleiter an der Universitätsklinik Greifswald.

## Leben
In Königsberg als Sohn eines Buchhändlers und einer Hausfrau geboren machte Klaus-Wolfgang Klein zunächst sein Abitur. Zwischen 1952 und 1957 studierte er Medizin an den Universitäten Leipzig und Greifswald (dort an der Militärmedizinischen Sektion). Ab 1957 war er Pflichtassistent im Armeelazarett Bad Saarow und ab 1958 Truppenarzt. 1960 absolvierte er eine Facharztausbildung und war anschließend Oberarzt und Lehrstuhlleiter an der Universitätsklinik Greifswald. 1962 trat er der SED bei. 1967 wurde er beim Medizinischen Dienst des MfS als Facharzt für Innere Medizin eingestellt. 1970 wurde er zum 2. stellvertretenden Leiter, 1974 zum stellvertretenden Leiter ernannt, ehe er ab 1986 als Nachfolger von Günter Kempe die Leitung des ZMD übernahm. Als solcher war er verantwortlich für die medizinische Versorgung der hauptamtlichen Mitarbeiter des Ministeriums für Staatssicherheit. Zu seinen Aufgaben zählte auch die Leitung des Krankenhauses in Berlin-Buch, der Poliklinik Berlin-Lichtenberg und des Haftkrankenhauses Berlin-Hohenschönhausen. 1987 wurde er zum Generalmajor ernannt. Im Zuge der Auflösung des MfS wurde er 1990 entlassen.